# Осиповка (Челябинская область)
Осиповка — посёлок в Троицком районе Челябинской области России, относится к Нижнесанарскому сельскому поселению.

## География
Расположен в центральной части района, на берегу р. Уй. Рельеф — равнина (Западно-Сибирская равнина); ближайшие выс.— 198 и 260 м. Ландшафт — лесостепь с ленточными сосновыми борами. О. связана шос. дорогами с соседними населенными пунктами. Расстояние до районного центра (Троицк) 35 км, до центра сельского поселения (с. Ниж. Санарка) — 10 км. 

## Население
| 2002 | 2010 |
| ---- | ---- |
| 261  | ↘232 |

(в 1873 — 268, в 1900 — 394, в 1926 — 687, в 1940 — 424, в 1956 — 390, в 1970 — 309, в 1995 — 312)

## История
Поселок основан на месте бывшего Осиповского форта (указан на Ген. плане Троицкого уезда 1800), к-рый входил в систему Уйской пограничной линии (см. Уйская дистанция) и в первые 10-летия существования представлял собой обычный деташмент: неск. землянок, огорож. надолбами и рогатками, в к-рых на летнее время (иногда и на зиму) размещались прикомандир. казаки, башкиры, мещеряки и солдаты (так, в 1792 было прикомандировано 47 исетских казаков, 53 башкира). 
Постоянное население появилось лишь в 1-й пол. 19 века при проведении реформы ОКБ в поселке был запланирован 1 каз. двор с 3 душами мужского пола и 10 дворов с 10 отставными солдатами. О. был причислен к 6-му полку 2-го воен. округа ОКБ; впоследствии относился к Кособродскому станичному юрту 3-го воен. отдела ОКБ. 
В 1873 насчитывалось 43 двора, в 1900 — 68 (действовали церковь во имя Св. Пророка Илии, школа, водяная мельница). В 1893 за поселком (57 дворов) закрепили 5478 дес земли, в т. ч. пашни 4384 дес 1200 саж2, лугов — 93 дес 1200 саж2, леса — 3 дес, выгона — 880 дес. Жители занимались жив-вом, выращивали традиционные для Южного Урала зерновые и овощные культуры, из техн.— просо, реже гречиху (в советский период — подсолнечник). 
По данным переписи, в 1920-х гг. О. была центром сельсовета в Троицком р-не (Троицкий округ Урал. обл.). В 1929—30 организован колхоз «Согласие» (в 1951 переим. в колхоз им. Жданова), за к-рым было закреплено 5308 га земельных угодий. Впоследствии за счет освоенных целинных участков дача увеличилась до 6175 га. 
После упразднения Осиповского сельсовета (1959) колхозы села Ниж. Санарка и Осиповка присоединились к колхозу «Путь к коммунизму» (образован в 1950), на территории  расположилась бригада нового колхоза. Ныне в поселке размещается бригада СХПК «Нижнесанарский». 